# Ammothella alcalai
Ammothella alcalai är en havsspindelart som beskrevs av Child, C.A. 1988. Ammothella alcalai ingår i släktet Ammothella och familjen Ammotheidae. Inga underarter finns listade i Catalogue of Life.